# Anjouan
Anjouan (poznat i kao Ndzuwani ili Nzwani) je otok u Komorima.  Nalazi se u Indijskom oceanu. Glavni grad je Mutsamudu koji ima 277.500 stanovnika. Površina je 424 km².

## Zemljopis
Anjouan je jedan od Komorskih otoka. Nalazi se u Mozambičkom kanalu. Drugi najveći grad na otoku je Domoni.

### Klima
Temperatura tijekom godine je od 27°C do 32°C tijekom godine. Najtoplije je između prosinca i travnja, dok je ostatak godine hladniji.

## Povijest
Godine 1500. na otoku je postojao Sultanat Ndzuwani koji je bio najjači sultanat na Komorskim otocima. Godine 1886. Anjouan postaje francuski protektorat, a 1912. je službeno pripojen Francuskoj. Godine 1975. postaje dio nezavisne države Komori.
Otok 3. kolovoza 1997. proglašava neovisnost od Komora, a 8 dana kasnije slijedi ga i susjedni otok Mohéli. Stvara se nezavisnu Republika Anjouan, koja nije bila međunarodno priznata, a predsjednik postaje Foundi Abdallah Ibrahim. Otok je zatražio da ponovo postane francuska kolonija, što je Francuska odbila. Od 1999. počinju sukobi s legalnom vojskom Komora. Godine 2001. je izveden vojni udar i na vlast na Anjouanu dolazi Mohamed Bacar. Godine 2002. je proglašen sporazum kojim je Anjouan ponovo postao dio Komora pod velikom samoupravom. No, kriza se nastavlja, pa 2008. komorska vlada uz pomoć snaga Afričke unije pokreće vojnu invaziju s ciljem potponog vraćanja Anjouana. Mohamed Bacar je pobjegao na otok Mayotte, i Anjouan je potpuno vraćen pod komorsku kontrolu. Francuska je odbila izručita Bacara, naveodeći kao razlog mogućnost progona, iako ga je i sama procesuirala zbog ulaska na njezin teritorij s oružjem.

## Stanovništvo
Stanovništvo čine doseljenici s afričkog kopna, Kreoli, Arapi, Antalotei i širaški Perzijanci. Glavna religija je sunitski islam. Velik utjecaj na kulturu su imali Francuzi.

## Vanjske poveznice
|  | Zajednički poslužitelj ima još gradiva o temi Anjouan |

- Komorski otoci
- Anjouan.net - (engleski) i (francuski)
- Središnja komorska banka  Arhivirana inačica izvorne stranice od 29. travnja 2011. (Wayback Machine)